# Liolaemus robertmertensi
Espèce
Statut de conservation UICN

 LC  : Préoccupation mineure
Liolaemus robertmertensi est une espèce de sauriens de la famille des Liolaemidae.

## Répartition et habitat
Cette espèce est endémique d'Argentine. Elle se rencontre dans les provinces de Catamarca et de La Rioja,. On la trouve entre 690 et 2 600 m d'altitude. Elle vit dans la pré-puna où poussent les Prosopis et Larrea.

## Description
C'est un saurien ovipare.

## Étymologie
Cette espèce est nommée en l'honneur de Robert Friedrich Wilhelm Mertens.

## Publication originale
- Hellmich, 1964 : Über eine neue Liolaemus-Art aus den Bergen von Catamarca, Argentinien. Senckenbergiana biologica, vol. 45, p. 505-507.